# فرودگاه بایرون
فرودگاه بایرون (به انگلیسی: Byron Airport) یک فرودگاه همگانی بهره‌برداری هوایی است که یک باند فرود آسفالت دارد و طول باند آن ۱۳۷۲ متر است. این فرودگاه در کشور ایالات متحده آمریکا قرار دارد و در ارتفاع ۲۴ متری از سطح دریا واقع شده‌است.